# أردونيو الأول ملك أشتوريش
أردونيو الأول ملك  أشتوريش المعروف في المصادر العربية باسم أردون بن إذفنش (المتوفي في 27 مايو 866م) ملك  أشتوريش بين عامي 850م وحتى وفاته.

## سيرته
ولد أردونيو في أوفييدو، وقضى طفولته في بلاط ألفونسو الثاني ملك أشتوريش. وكان والده راميرو حاكمًا لجليقية. وقد خلف أردونيو والده على حكم جليقية. وعند وفاة ألفونسو، اختار النبلاء الكونت نيبوثيان ملكًا. فأعد أردونيو جيشًا لمساعدة والده الذي كان يطالب بالعرش، إلا أنه لم يستطع مغادرة جليقية، لذا أصبح الجيش بلا فائدة. وعندما تمكن والده من العرش، ثبّت أردونيو في منصبه.
وفي أول يناير 850م، خلف أردونيو والده على العرش. ونظرًا لكونه ولى عهد والده، أصبح أول ملك لأشتوريش يعتلى العرش دون انتخاب من النبلاء. كانت أول معاركه ضد البشكنس، الذين تمردوا على حكمه وتحالفوا مع بني قسي حكام سرقسطة. وبعد أن هزم المتمردين، جاءته أنباء هجوم المسلمين على أراضيه. فواجههم قرب نهر أبرة، وهزمهم. قرر أردونيو التقدم لاحتلال تطيلة، للسيطرة على كل الطرق المؤدية إلى منطقة نافارا وبلاد البشكنش، إلا أن الأمويين ردًوا الهجوم سريعًا، وغزو ألبة.
توفي أردونيو الأول في أوفييدو في 27 مايو 866م، وخلفه ابنه الأكبر ألفونسو الثالث.